# YaST
YaST (Yet another Setup Tool) is een installatie- en configuratiegereedschap voor het Linux- besturingssysteem.
YaST is opgenomen in de openSUSE Linux-distributie, evenals in de afgeleide commerciële distributies van SUSE.
YaST beschikt over middelen om een aantal aspecten van het systeem kunnen configureren, of opnieuw in te stellen.

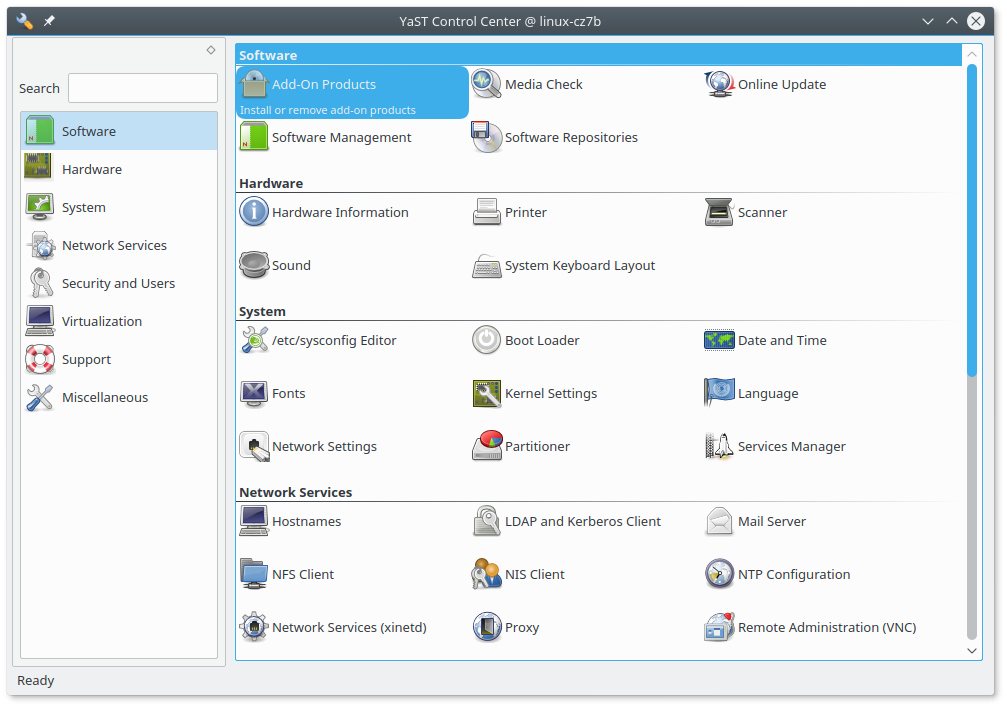
YaST in grafische modus

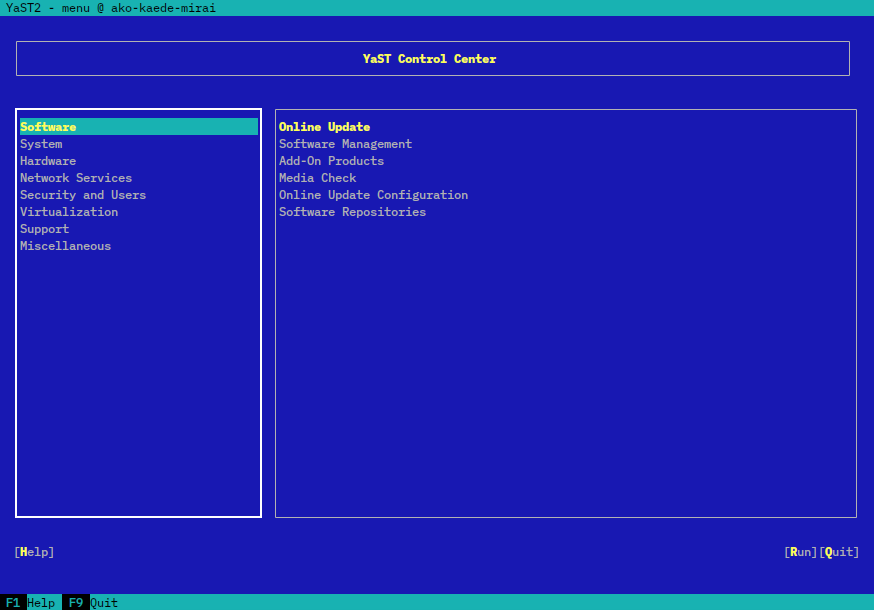
YaST is ook beschikbaar in tekstmodus

YaST is vrije software die SUSE in 2004 onder de GPL beschikbaar heeft gesteld. Het is een hulpmiddel voor het beheren en onderhouden van een SUSE Linux-installatie. Hiermee kunnen beheerders software installeren, hardware configureren, netwerken en servers instellen en meer.
Een kenmerk van YaST is dat het zowel een grafische gebruikersinterface (GUI) als een op tekst gebaseerde gebruikersinterface (TUI) bevat. Dit is vooral handig voor niet-GUI-installaties zoals servers, voor systeembeheer via langzame internetverbindingen, en voor wanneer iemand niet in een grafische X-server kan opstarten, maar toch een geavanceerde gebruikersinterface voor de pakketbeheerder nodig heeft (bijvoorbeeld een beginnende gebruiker die een Xorg-pakket probeert te downgraden om een grafische installatie te repareren).
YaST biedt pakketbeheerfunctionaliteit via het ZYpp-project.

## AutoYaST
AutoYaST is een systeem voor het automatisch installeren van een of meer openSUSE-systemen zonder tussenkomst van de gebruiker. AutoYaST-installaties worden uitgevoerd met behulp van een controlebestand met installatie- en configuratiegegevens.
Het profiel van elk huidig systeem wordt opgeslagen in /root/autoyast.xml.

## WebYaST
WebYaST is een webinterface voor YaST die kan worden gebruikt om de status van de huidige machine te controleren. Het kan de installatie van pakketten controleren, het systeem uitschakelen of opnieuw opstarten, enkele systeeminstellingen wijzigen (zoals de tijd) en de status van systeemdiensten (daemons) wijzigen.